# Episodi di American Vandal (prima stagione)
La prima stagione della serie televisiva American Vandal è stata distribuita interamente attraverso il portale di streaming Netflix il 15 settembre 2017.
| nº | Titolo originale                    | Titolo italiano                        | Prima TV USA      | Prima TV Italia   |
| -- | ----------------------------------- | -------------------------------------- | ----------------- | ----------------- |
| 1  | Hard Facts: Vandalism and Vulgarity | Fatti concreti: vandalismo e volgarità | 15 settembre 2017 | 15 settembre 2017 |
| 2  | A Limp Alibi                        | Un alibi zoppicante                    | 15 settembre 2017 | 15 settembre 2017 |
| 3  | Nailed                              | Chiodi                                 | 15 settembre 2017 | 15 settembre 2017 |
| 4  | Growing Suspicion                   | Un sospetto crescente                  | 15 settembre 2017 | 15 settembre 2017 |
| 5  | Premature Theories                  | Teorie premature                       | 15 settembre 2017 | 15 settembre 2017 |
| 6  | Gag Order                           | Imbavagliato                           | 15 settembre 2017 | 15 settembre 2017 |
| 7  | Climax                              | Il culmine                             | 15 settembre 2017 | 15 settembre 2017 |
| 8  | Clean Up                            | Pulizia                                | 15 settembre 2017 | 15 settembre 2017 |

## Fatti concreti: vandalismo e volgarità
- Titolo originale: Hard Facts: Vandalism and Vulgarity
- Diretto da: Tony Yacenda
- Scritto da: Dan Perrault, Tony Yacenda

### Trama
Il 15 marzo 2016, alla Hanover High School di Oceanside, in California, 
sono state trovate 27 auto della facoltà nel parcheggio della scuola con immagini 
falliche disegnate su di esse. Il consiglio scolastico accusa il clown dell'ultimo anno, 
Dylan Maxwell, basandosi su una testimonianza coerente del testimone Alex Trimboli, 
che si traduce nell'espulsione di Dylan. Tuttavia, Dylan afferma di non aver disegnato i peni sulle auto. 
Un'indagine condotta dallo studente del secondo anno, Peter Maldonado e dal suo amico Sam Ecklund 
ha luogo per scagionare Dylan. Peter sostiene che alcuni punti che il consiglio ha usato per espellere Dylan, 
inclusi i suoi precedenti noti come disegnatore fallico, fossero veri, ma vengono contraddetti da prove contrastanti, 
come i disegni fallici sulle auto prive di peli a sfera, un piccolo dettaglio che Dylan disegnava sempre.
Peter e Sam iniziano a mettere in dubbio l'integrità di Trimboli della sua testimonianza e dei suoi commenti precedentemente
esagerati su un incontro sessuale con la ragazza popolare Sara Pearson e sul binge drinking a una festa organizzata poche settimane prima.

## Un alibi zoppicante
- Titolo originale: A Limp Alibi
- Diretto da: Tony Yacenda
- Scritto da: Dan Lagana

### Trama
Per testare l'integrità di Trimboli, Peter e Sam scendono entrambi con l'amica di Sam, Gabi Granger, a Camp Miniwaka, un campeggio dove 
Trimboli afferma di aver incontrato Pearson lì quando hanno avuto il loro rapporto sessuale. La speculazione e le prove implicano che Trimboli 
abbia mentito sull'aver avuto rapporti sessuali con Pearson. Esaminano anche la posizione di Dylan durante l'incidente del 15 marzo: Dylan e i suoi amici,
conosciuti come The Wayback Boys, hanno fatto uno scherzo al vicino del membro Lucas Wiley, Mr. Janson. Durante lo scherzo, Dylan riceve un messaggio 
dalla sua ragazza Mackenzie Wagner, che lo costringe a mentire ai suoi amici e a lasciare la casa di Lucas, il che spiega le testimonianze contrastanti su dove si trovava
Dylan, e contribuiscono alla sua espulsione. Dylan afferma anche che durante lo scherzo, ha lasciato a Janson un messaggio vocale, che Peter tenta senza successo di 
recuperare da Janson. Viene avviato un esperimento in cui testano se i disegni fallici e la cancellazione dei filmati di sicurezza possono avvenire entro i 31 minuti in cui
Dylan non era stato individuato. Tali risultati portano alla conclusione che afferma che l'incidente, a 29,1 minuti, è strettamente possibile da eseguire entro tale lasso di tempo.

## Chiodi
- Titolo originale: Nailed
- Diretto da: Tony Yacenda
- Scritto da: Dan Perrault, Tony Yacenda

### Trama
Sempre più frustrato dall'integrità incoerente di Dylan, Peter decide di intervistare l'insegnante di spagnolo di Dylan, la signora Shapiro, 
l'insegnante più amata all'Hannover High, nella speranza di ottenere una nuova prospettiva sui modi irrispettosi e infantili di Dylan in classe. 
Shapiro crede di essere stata il bersaglio principale dell'atto vandalico, poiché la sua auto non è stata solo spruzzata di vernice, ma una delle
sue gomme è stata tagliata. Peter sospetta un gioco scorretto, come in precedenza all'indomani dell'incidente fallico, in un'assemblea senior poco 
dopo l'incidente, il vice preside Keene ha minacciato di annullare il pranzo fuori dal campus e il ballo di fine anno. Shapiro intendeva mantenerli intatti, 
cosa che aveva influenzato la testimonianza di Trimboli contro Dylan. Mr. Krazanski, uno dei colleghi di Shapiro, afferma che Shapiro è colui che ha sollevato 
l'idea di cancellare il pranzo fuori dal campus e il ballo di fine anno e che le sue intenzioni di riportarli indietro erano uno stratagemma per costringere le persone 
ad accusare Dylan. Dubbi più ragionevoli sorgono dopo che Peter e Sam scoprono un rapporto riguardante un chiodo che era nell'auto di Shapiro che in realtà ha 
appiattito la gomma, smentendo l'affermazione della gomma tagliata e lasciando Peter poco convinto delle affermazioni di Shapiro. Shapiro tratta con freddezza Peter 
quando cerca di farle altre domande su Dylan.

## Un sospetto crescente
- Titolo originale: Growing Suspicion
- Diretto da: Tony Yacenda
- Scritto da: Dan Perrault, Tony Yacenda

## Teorie premature
- Titolo originale: Premature Theories
- Diretto da: Tony Yacenda
- Scritto da: Dan Perrault, Tony Yacenda

## Imbavagliato
- Titolo originale: Gag Order
- Diretto da: Tony Yacenda
- Scritto da: Dan Perrault, Tony Yacenda

### Trama
A causa di una rivolta degli alunni durante un'assemblea contro il bullismo, il preside accusa Peter e Sam il fatto di questa rivolta e decide di censurarli. Peter e Sam scoprono che la scuola da 4 anni non mette notizie e informazioni sui professori, e questo viene considerato reato, ma appena Peter informa il vice preside lui decide di sospenderli. I telegiornali e gli studenti dopo aver saputo che Peter era stato sospeso senza un motivo valido iniziano a protestare, e il preside ripermette a Peter di continuare il suo documentario. Peter scopre grazie ad una persona anonima che la persona che era stata presa di mira dal vandalo era il Coach Raffety.

## Il culmine
- Titolo originale: Climax
- Diretto da: Tony Yacenda
- Scritto da: Dan Perrault, Tony Yacenda

### Trama
Peter intervista coach Raffety, cercando di capire quanto possano essere esatti i sospetti che lui abbia avuto una storia con una studentessa. Questa strada nelle indagini viene archiviata immediatamente, quando coach Raffety racconta di avere avuto, sì, una relazione, ma con la madre di uno degli studenti. Peter e Sam scoprono che don Raffety è un dongiovanni, ma riescono ad individuare la studentessa in questione: è Mackenzie, la ragazza di Dylan. Mackenzie aveva quindi un movente forte per agire contro Raffety: sperava che i propri genitori potessero tornare insieme dopo una separazione, quando la madre ha cominciato la storia con il coach.
Emerge quindi una nuova versione dei fatti: Mackenzie e Dylan hanno agito insieme, uno cancellando i dati delle registrazioni e l'altra disegnando i peni (ecco perché lo stile del disegno era diverso da quello di Dylan). Le tempistiche tornano, tutto torna. Peter parla apertamente con Mackenzie, che però, a fine puntata, invia per chat un indizio decisivo.

## Pulizia
- Titolo originale: Clean Up
- Diretto da: Tony Yacenda
- Scritto da: Dan Perrault, Tony Yacenda